# Райд Лондон Классик
Райд Лондон Классик (фр. RideLondon Classique) — шоссейная однодневная, а позднее многодневная велогонка, проходящая по территории Великобритании с 2013 года. Является женской версией мужской гонки Лондон — Суррей Классик.

## История

### Однодневная гонка
В 2011 году, за год до Олимпийских игр 2012, в Лондоне и его окрестностях в качестве тестового мероприятия прошла мужская гонка Лондон — Суррей Классик 2011.
Через год после Олимпийских игр, в 2013 году, был организован велосипедный фестиваль RideLondon задуманный как ежегодное наследие Олимпийских и Паралимпийских игр 2012 года в Лондоне. Он представлял собой серию веломероприятий на перекрытых дорогах для велосипедистов-любителей и профессионалов. 
Мужской профессиональной гонка был Лондон — Суррей Классик, ставший продолжением тестовой олимпийской гонки. Тогда как женская профессиональная гонка была создана в том же 2013 году.
Данная однодневная женская гонка получила название Райд Лондон Гран-при (фр. RideLondon Grand Prix) и изначально проводилась в рамках национального календаря. Её маршрут пролегал в центе Лондана, а финиш располагался на улице Мэлл. 
В 2016 году гонка вошла в календарь только что созданного Женского мирового тура UCI. Она также сменила своё название на Райд Лондон Классик (фр. RideLondon Classique) и получила призовой фонд в размере 100 000 евро, такой же как и у мужской гонки, что сделало её самой богатой однодневной гонкой в женском календаре.
В середине августа 2019 года стало известно, что организаторы гонки вынуждены были перенести дату её проведения в 2020 году с 3 на 15 августа, чтобы не пересекаться с Олимпийскими играми 2020. Однако новая дата совпала по срокам проведения с Женским Туром Норвегии, также входящим в Женский мировой тур. В результате UCI решил избежать одновременное проведение двух гонок в рамках Женского мирового тура и исключил Райд Лондон Классик из календаря Тура на 2020 год и включил её на один сезон в календарь Женской ПроСерии UCI.
Маршрут гонки проходил в центре Лондона и представлял собой круг протяжённостью не более 6 км вокруг Сент-Джеймсского парка и по Конститьюшн-хилл между Грин-парком и Садом Букингемского дворца мимо Букингемского дворца. Финиш располагался на улице Мэлл напротив Мальборо-хаус. Всего круг преололевали 12 раз. Общая протяжённость дистанции составляла около 70 км. Профиль трассы был равнинным и часто заканчивалась спринтерским финишем. В 2019 за 100 метров до финишной черты произошёл завал с участием семи гонщиц.

### Многодневная гонка
В 2020 и 2021 году гонка была отменена из-за пандемии COVID-19. Одновременно в этот же период произошло изменение главных спонсоров, которое оказало существенные изменения на гонку.
После отказа титульного спонсора Prudential и Совета графства Суррей было объявлено, что с 2022 года фестиваль RideLondon станет однодневным мероприятием в центре Лондона, мужская элитная гонка прекратит своё существование, а новым главным событием станет трёхдневная элитная женская гонка став второй многодневкой на территории Великобритании (после Вуменс Тур) в календаре Женского мирового тура UCI. В марте 2021 года было согласовано десятилетнее партнерство с London Marathon Events для проведения мероприятия, а в ноябре 2021 года было объявлено о соглашении с Советом графства Эссекс. В феврале 2022 года был обнородован полный маршрут гонки который состоял из двух этапов в Эссексе и заключительного кольцевого этапа в центре Лондона. Время проведения гонки было перенесено на конец мая.
Дебютная многодневная гонка в 2022 году  не была обеспечена прямой трансляцией всех трёх этапов по телевидению, одного из требований для включения гонки в Женский мировой тур UCI. За это UCI пригрозил отправить гонку в 2023 году в Женскую Просерию UCI, если не будет гарантирована трансляция в прямом эфире всех этапов. В итоге организаторам гонки удалось достичь соглашения о прямой телетрансляции через Eurosport GCN и BBC iPlayer, и гонка сохранила своё место в  Женском мировом тур UCI.

## Призёры
| Год  | Победитель       | Второй         | Третий                 |          |
| ---- | ---------------- | -------------- | ---------------------- | -------- |
| 2013 | Лора Тротт       | Ханна Барнс    | Лорен Рауни            |          |
| 2014 | Джорджа Бронцини | Марианна Вос   | Элизабет Армитстед     |          |
| 2015 | Барбара Гуариши  | Шелли Олдс     | Аннализа Кучинотта     |          |
| 2016 | Кирстен Вилд     | Нина Кесслер   | Леа Кирхманн           |          |
| 2017 | Корин Ривера     | Лотта Лепистё  | Лиза Бреннауэр         |          |
| 2018 | Кирстен Вилд     | Марианна Вос   | Элиза Бальзамо         |          |
| 2019 | Лорена Вибес     | Элиза Бальзамо | Корин Ривера           |          |
| 2020 | отменено         | отменено       | отменено               | отменено |
| 2021 | отменено         | отменено       | отменено               | отменено |
| 2022 | Лорена Вибес     | Элиза Бальзамо | Эмма Норсгор-Йёргенсен |          |
| 2023 | Шарлотта Кол     | Хлоя Дайгерт   | Элизабет Дейнан        |          |
| 2024 | Лорена Вибес     | Шарлотта Кол   | Лотте Копеки           |          |